# Frida Ronge
Frida Helena Ronge, född 31 januari 1985, är en svensk kock, krögare och kokboksförfattare.

## Biografi
Frida Ronge växte upp i Pixbo. Hennes mor är förskollärare och hennes far driver fiskhandel tillsammans med hennes bröder. År 2005 gick hon ut hotell- och restauranglinjen på gymnasiet och började arbeta på ett hotell i Sälen. Där började hon blir intresserad av japansk matlagning. År 2009 var hon med och startade restaurangen Råkultur i Stockholm där hon var kökschef i två år. Hon var sedan med och byggde upp sushirestaurangen VRÅ i Göteborg där hon även var kökschef. Under denna period utvecklade hon vad som kom att bli sin egen nisch med japansk matlagning byggd på nordiska råvaror. Ronge värvades sedan till att bli kulinarisk chef på TAK Stockholm innan hon fortsatte till TAK Oslo.
Hon medverkar regelbundet i Nyhetsmorgon i TV4 och deltog 2021 i programmet Kockarnas kamp där hon slutade på tredje plats. Ronge har även medverkat i SVT:s TV-program Historieätarna där hon var kock i ett avsnitt om industrialismen samt lagar sedan 2023 maten i SVT-programmet Stjärnorna på slottet.
Ronge har skrivit flera kokböcker, bland annat Rå som sushi 2017, Food retreat 2020 och Nordisk sushi 2022.
Ronge har vunnit flera priser genom åren. Hon korades till Årets smakskapare 2017, samma år som Rå som sushi utsågs till Årets Svenska Måltidslitteratur. Hon har också tagit medalj i Seven Sushi Samurai i London 2009, fick White Guides Rising Star-pris 2013 och Karin Franssons mentorpris på Årets kock 2014, en utmärkelse ges dem som bidragit till att lyfta och utveckla kvinnliga kockar.